# It's Still a Good Life
"It's Still a Good Life" is een aflevering van de tweede heropleving van de Amerikaanse televisieserie The Twilight Zone. De aflevering is een vervolg op de aflevering "It's a Good Life" uit de originele serie.

## Plot

### Opening
"Forty years ago, Rod Serling introduced us to a monster, a monster so powerful he was able to make the world disappear just by using his mind. For the residents of Peaksville, Ohio, the nightmare had begun. The monster knew their every thought, could feel their every emotion; and when they made him angry, which was often, he would banish them into a cornfield from which there was no return. And the most frightening thing about this monster was that he was only six years old. Now it's forty years later, and the people of Peaksville are still in Hell. Oh, yes, there's one other thing: The monster now has a child of his own, and though she possesses none of her father's powers, he still loves her very, very much."
— Forest Whitaker

### Verhaal
40 jaar zijn verstreken sinds de vorige aflevering. Anthony Freemont is nu een volwassen man, en gebruikt zijn krachten nog steeds om het plaatsje Peaksville (wat nog altijd is afgesloten van de rest van de wereld) in zijn greep te houden. Hij heeft inmiddels zelf ook een dochter, Audrey. Zij lijkt niet haar vaders krachten te hebben, maar desondanks houdt Anthony wel van haar. Ze is de enige die niet bang hoeft te zijn Anthony kwaad te maken.
Dan ontdekt Athonys moeder, Agnes, dat Audrey wel degelijk haar vaders krachten bezit en mogelijk zelfs sterker is dan hij. Zij en de andere dorpelingen proberen haar over te halen zich tegen haar vader te keren en Peaksville weer terug te laten keren naar de normale wereld. Wanneer Anthony dit ontdekt, zoekt hij alle mensen die tegen hem zijn op en stuurt ze een voor een naar het "maïsveld". Uiteindelijk knapt er iets bij Agnes. Ze confronteert haar zoon en laat eindelijk 40 jaar aan opgekropte woede de vrije loop. Even lijkt ze Audrey tegen haar vader op te kunnen zetten, maar uiteindelijk vindt Audrey dit een te grote stap. Ze kiest haar vaders kant en stuurt alle inwoners naar het maïsveld, behalve zichzelf en Anthony.
Na een tijdje ontdekt Audrey dat zij en haar vader niet zonder andere mensen kunnen, dus transporteert ze Peaksville weer terug naar de rest van de wereld. Anthony beseft dat Audrey sterker is dan hij en mogelijk ook kwaadaardiger. Ze wil op bezoek naar New York, en wee de gene die niet aardig is tegen haar en haar vader.

### Slot
"No lesson to be learned here. No morals to be taught. Just an update from Peaksville, Ohio, where Anthony and Audrey Freemont want you to think happy thoughts, and you better do as you're told. Otherwise, you might wind up in that cornfield known as The Twilight Zone."
— Forest Whitaker

## Rolverdeling
- Anthony Freemont — Bill Mumy
- Agnes Freemont — Cloris Leachman
- Audrey Freemont — Liliana Mumy
- Lorna — Chilton Crane
- Joe — Robert Moloney
- Cynthia — Kerry Sandomirsky
- Timmy — Samuel Patrick Chu
- George — Paul McGillion
- Timmy's moeder — Kirsten Kilburn

## Achtergrond
De rollen van Anthony en zijn moeder Agnes worden gespeeld door Bill Mumy en Cloris Leachman, dezelfde acteurs die deze rollen in de originele aflevering vertolkten. De rol van Anthony’s dochter Audrey wordt vertolkt door Liliana Mumy, de echte dochter van Bill Mumy.
De aflevering bevat ook beeldmateriaal uit de originele aflevering. De introdialoog is grotendeels gelijk aan de introdialoog van de originele aflevering.